# Plebicula agenjoi
Plebicula agenjoi är en fjärilsart som beskrevs av Higgins 1948. Plebicula agenjoi ingår i släktet Plebicula och familjen juvelvingar. Inga underarter finns listade i Catalogue of Life.